# Chuck D
Chuck D, bürgerlicher Name Carlton Ridenhour, (* 1. August 1960 in Roosevelt, Long Island, New York) ist ein US-amerikanischer Rapper, Radiomoderator von WBAI und politischer Aktivist. Der Rapper ist Mitglied der Hip-Hop-Gruppe Public Enemy und war maßgeblich an den politisch-aggressiven Texten der frühen Alben der Gruppe beteiligt. Chuck D bezeichnete den Rap als „CNN for black people“.

## Leben und Karriere
Der Buchstabe „D“ (sprich: „Di“) in seinem Namen steht für „Dangerous“. Chuck D besuchte die Roosevelt Junior-Senior High School und studierte danach an der Adelphi University in Long Island. 1987 brachte er gemeinsam mit Flavor Flav das erste Public-Enemy-Album heraus, 1988 produzierten sie mit It Takes a Nation of Millions to Hold Us Back eines der einflussreichsten Alben der Hip-Hop-Geschichte. Bis heute ist Chuck D Rapper, Composer und Musikproduzent der Gruppe. Neben seiner Karriere mit Public Enemy ist er in anderen Projekten aktiv. Er arbeitete an einigen Folgen der Dokumentarfilmserie The Blues des Public Broadcasting Service mit. Er moderierte verschiedene Shows auf dem linksliberalen US-amerikanischen Radiosender Air America. Beim Videospiel Grand Theft Auto: San Andreas spricht er den Radiomoderator DJ Forth Right MC.
Er äußert sich oft politisch; er sprach sich vehement gegen den Irak-Krieg aus und ist unter anderem ausgesprochener Befürworter des Filesharing. Im Jahr 2000 trat er deswegen in einer Anhörung vor dem US-Kongress auf. Chuck D nutzte vergleichsweise früh das Internet für politische und musikalische Aktionen. Public Enemy vertrieben ihr 1999er Album nur Online, ohne eine Plattenfirma dazwischen zu schalten. Heute betreibt er die Hip-Hop-Site RapStation.com. 1999 arbeitete Chuck D mit Prince zusammen und steuerte einen Rap bei dem Song Undisputed bei, veröffentlicht auf dem Album Rave Un2 the Joy Fantastic sowie als Remix auf Rave In2 the Joy Fantastic im Jahr 2001.
2003 veröffentlichte Chuck D mit Fine Arts Militia das gleichnamige Album, 2005 dann Drums of Death zusammen mit DJ Spooky und Dave Lombardo (Slayer). Auf einem Album von John Mellencamp trat er ebenso auf wie zusammen mit Afrika Bambaataa, Ice-T, Trent Reznor und anderen als Mitglied der Crossover-Band The Machine. 2004 hielt er die Hauptrede auf der ersten National Hip-Hop Political Convention in Newark. Dabei blieb er seiner politischen Linie treu, die er bei Public Enemy verfolgte und die er auch im 2004er Song MKLVFKWR (Make Love, Fuck War) zum Ausdruck bringt: „Power to the people not the government“, oder wie er später in einem Interview mit dem Magazin Mother Jones ergänzte: „I think governments are the cancer of civilization. And the minute that we see seven or eight women get in a circle and start a war, I’ll be shocked like a motherfucker.“
Seit dem Jahr 2016 ist er Mitglied in der Band Prophets of Rage mit Tom Morello, Tim Commerford und Brad Wilk von Rage-Against-the-Machine sowie B-Real. 2018 wurde er in die Academy of Motion Picture Arts and Sciences berufen, die jährlich die Oscars vergibt.

## Diskografie
Studioalben
- 1996: Autobiography of Mistachuck
- 2014: The Black in Man
- 2016: If I Can’t Change the People Around Me I Change the People Around Me
- 2018: Celebration of Ignorance
- 2025: Radio Armageddon